# 科森扎省
科森扎省（義大利語：Provincia di Cosenza）是在意大利卡拉布里亚大区的一個省份。面積6,650平方公里，2005年人口732,615人。首府科森扎。
下分150市鎮。